# Grands-Carmes (Marseille)

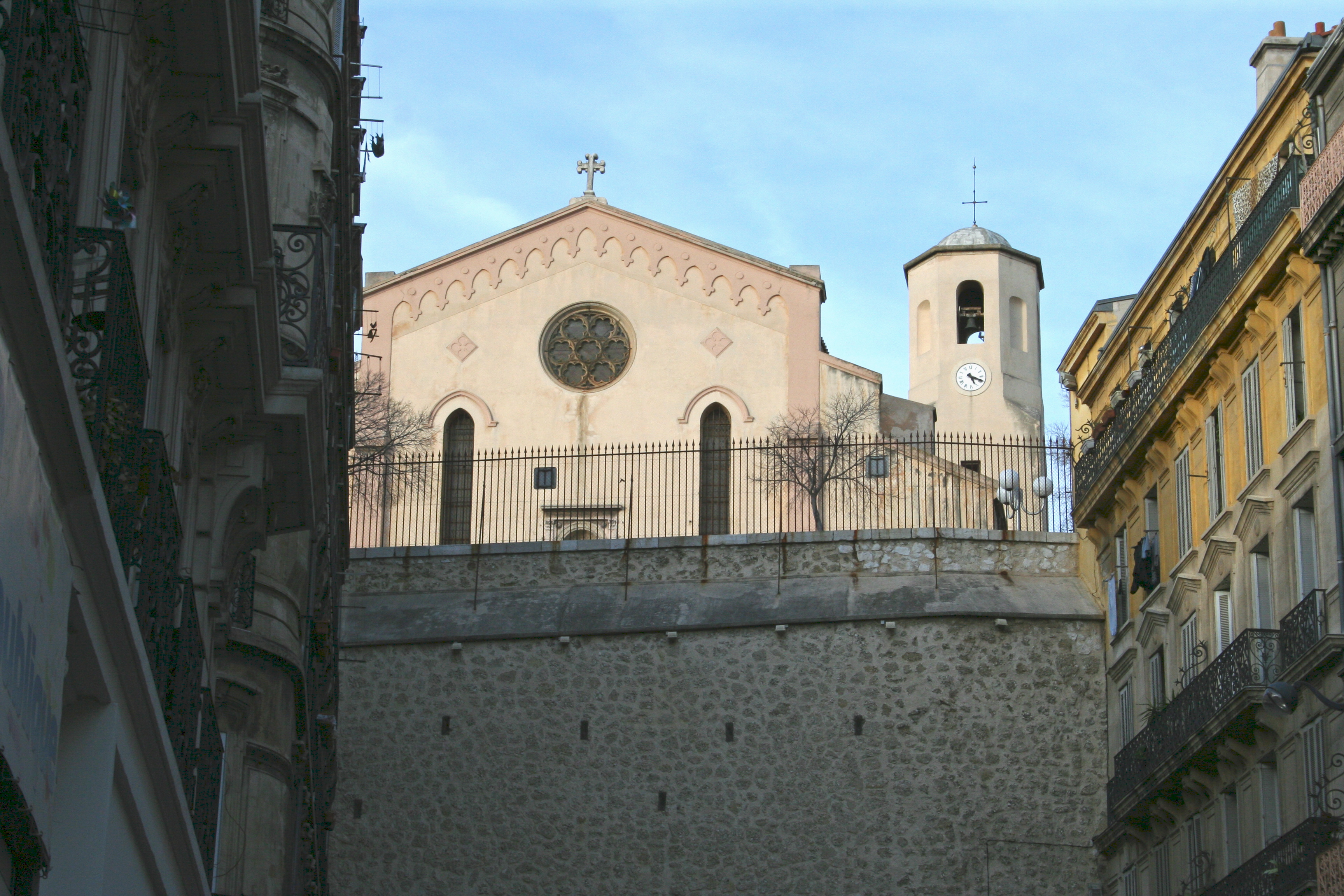
Grands-Carmes (Marseille)

Die Kirche Grands-Carmes (auch: Notre-Dame du Mont-Carmel, deutsch: Karmelitenkirche) ist eine römisch-katholische Kirche ehemals der Karmeliten in der südfranzösischen Stadt Marseille. Das Gebäude steht seit 1983 als Monument historique unter Denkmalschutz.

## Lage und Patrozinium
Die Kirche befindet sich im 2. Arrondissement in dem nach ihr benannten Viertel Les Grands-Carmes auf einem Hügel unweit der Rue de la République (Place des Grands-Carmes). Sie wird derzeit nicht für Gottesdienste genutzt und ist ständig geschlossen.

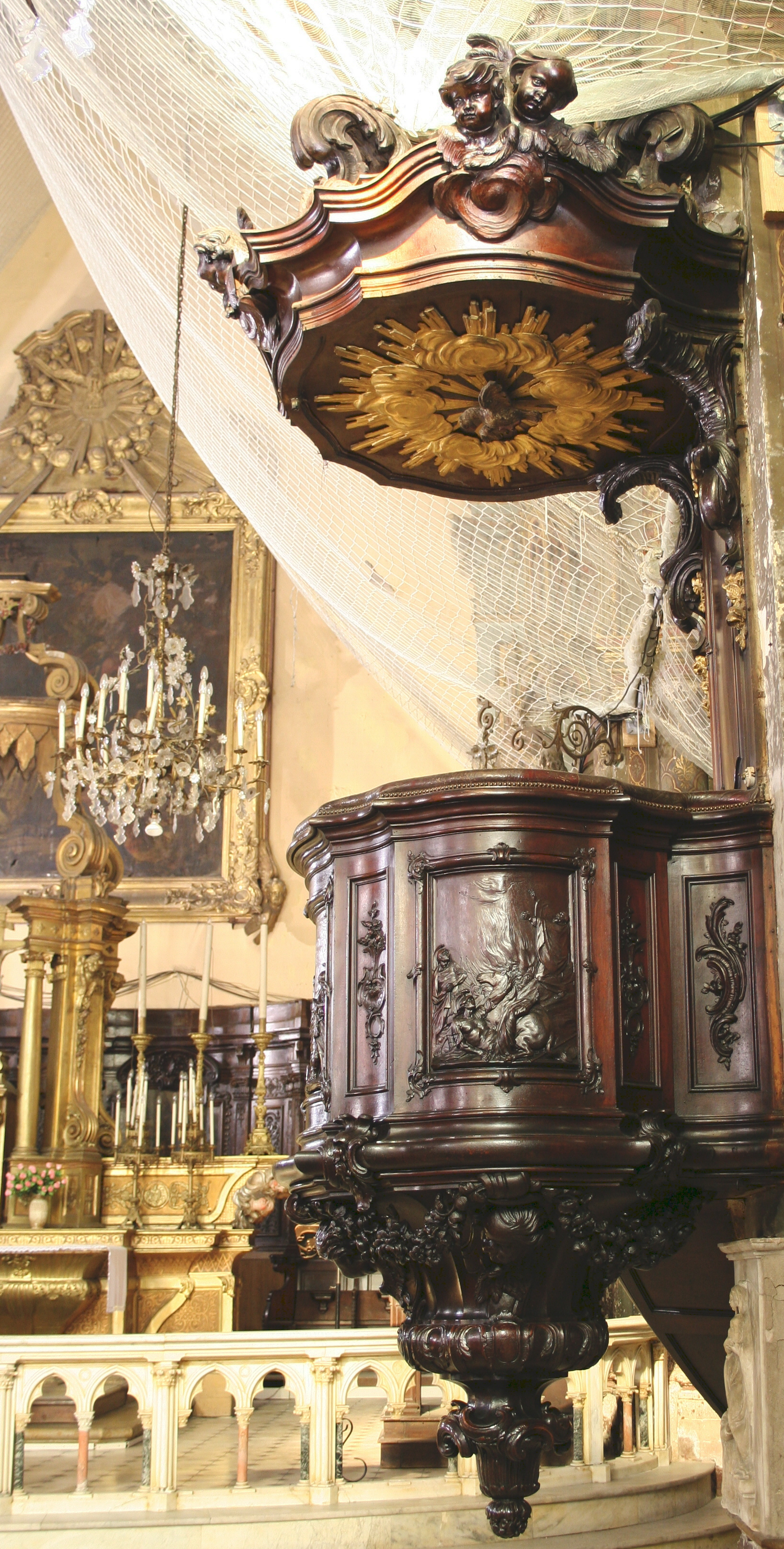
Grands-Carmes (Marseille)

## Geschichte
Die seit dem 13. Jahrhundert in Marseille ansässigen Karmeliten der alten Observanz (französisch: Grands-Carmes) bauten von 1603 bis 1640 die heutige Kirche, die (nach der Schließung durch die Französische Revolution) ab 1803 als Pfarrkirche Notre-Dame du Mont-Carmel weiter bestand. Die heutige Inneneinrichtung geht weitgehend auf Pfarrer Louis Décanis (1809–1882, Pfarrer ab 1862) zurück. Eine einst bestehende Kuppel wurde abgetragen.

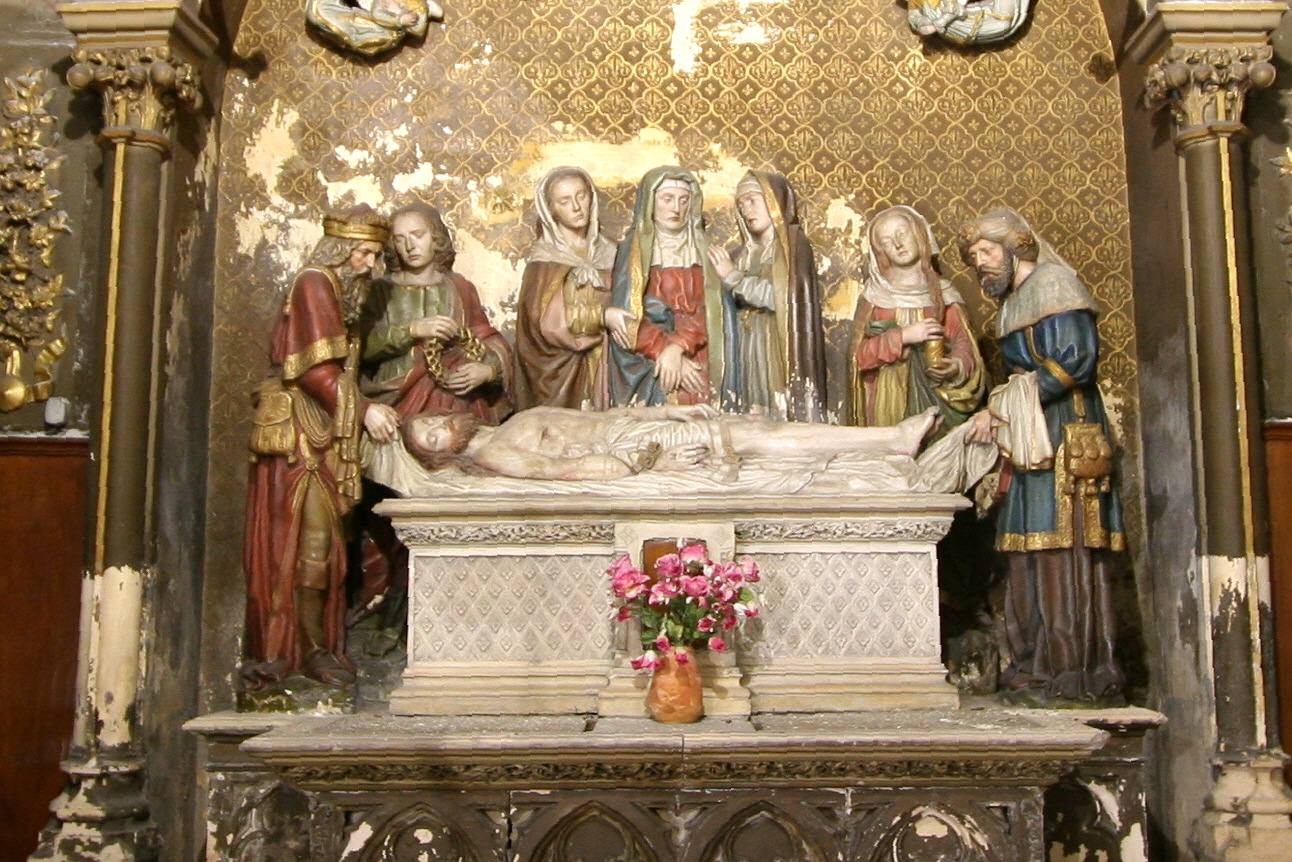
Grands-Carmes (Marseille)

## Ausstattung
Die Kirche verfügt über neun Seitenaltäre, die der Kreuzigung, Unserer Lieben Frau vom Berge Karmel, Christi Geburt, dem Erlöser, dem Herzen Jesu, dem Heiligen Grab, Josef von Nazareth, Theresa von Avila und der Befreiung der Armen Seelen aus dem Fegfeuer gewidmet sind. Der Hochaltar (ab 1733) ist das Werk von Antoine Duparc (1698–1755) und Jean-Gottlieb Courlaffsky. Das Orgelgehäuse stammt von 1640. Die Orgel (1884) von François Mader (1827–1898) ist nicht mehr bespielbar.